# Leopold I. (Anhalt-Dessau)

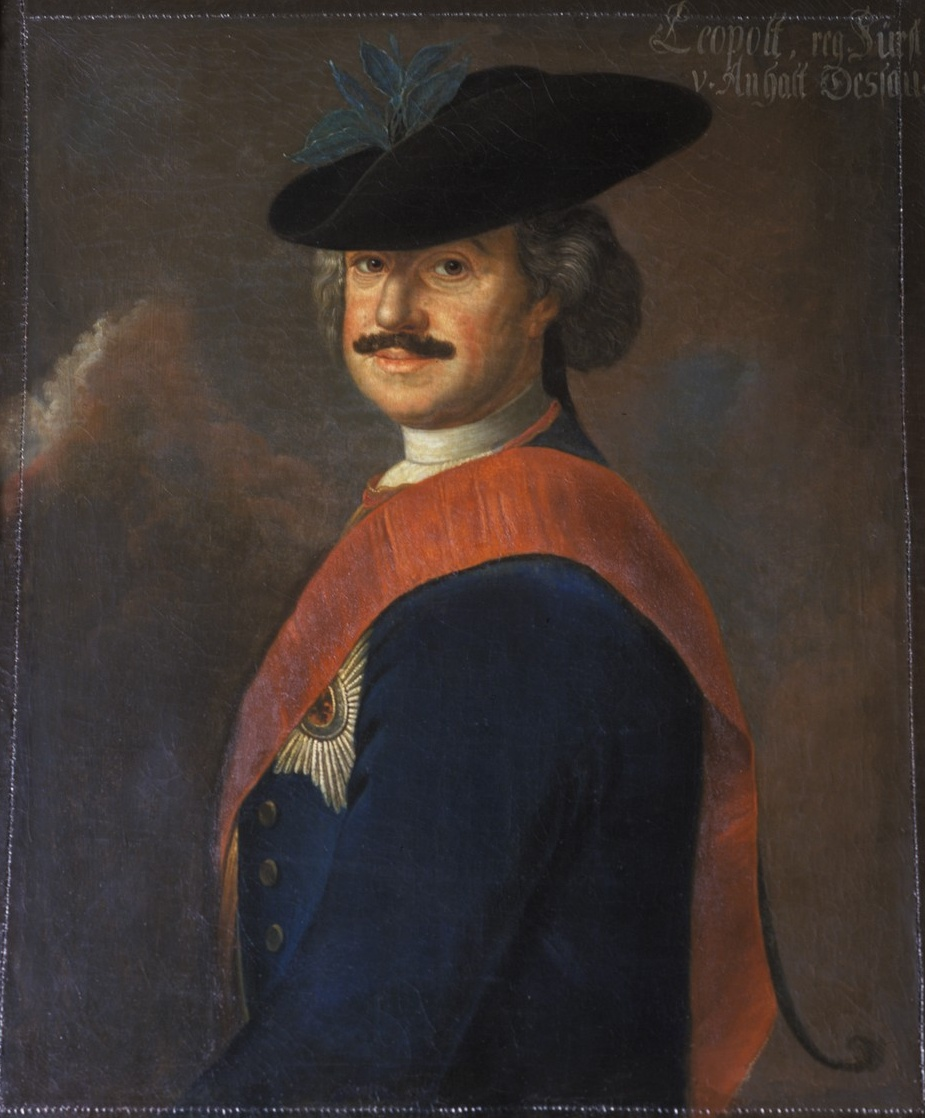
Porträt des Fürsten Leopold I. von Anhalt-Dessau, Gemälde von Jakob Samuel Beck, vor 1747

Leopold I., genannt Der Alte Dessauer (* 3. Juli 1676 in Dessau; † 9. April 1747 ebenda), aus dem Haus Askanien war von 1693 bis zu seinem Tod Fürst von Anhalt-Dessau. Daneben diente er als preußischer Heeresreformer unter Friedrich Wilhelm I. und als Generalfeldmarschall unter Friedrich II. Er kämpfte in den Schlesischen Kriegen und siegte in der Schlacht bei Kesselsdorf. Leopold I. gehört zu den bedeutendsten Feldherren seiner Zeit.

## Kindheit und Jugend

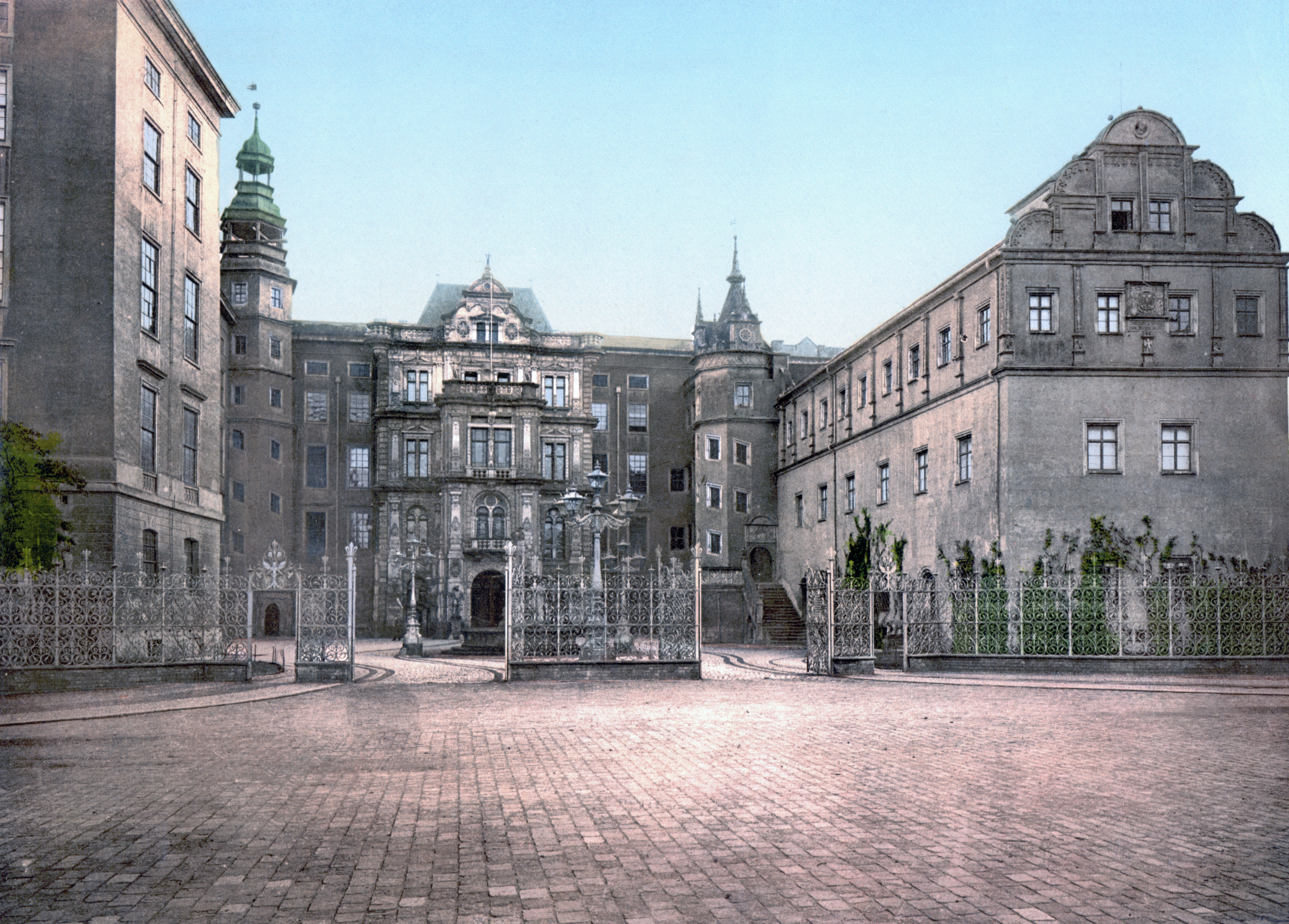
Residenzschloss Dessau, um 1900

Leopold war das neunte Kind des Fürsten Johann Georg II. von Anhalt-Dessau und dessen niederländischer Gemahlin Henriette Catharina von Nassau-Oranien. Sein Vater stand als Generalfeldmarschall in brandenburgischen Diensten und war Statthalter der Mark. Durch seine Mutter war er verwandt mit den Fürstenhäusern in den Niederlanden und England. Drei Tage nach seiner Geburt wurde der lange erwartete anhalt-dessauische Erbprinz in der St.-Marien-Kirche zu Dessau auf den Namen seines kaiserlichen Paten Leopold getauft. An dieses Ereignis erinnert eine Medaille mit einem Orangenbaum, dem Symbol der Oranier, und der lateinischen Inschrift TANDEM (lat. endlich).
Seine Erziehung diente der Vorbereitung auf die Militärlaufbahn; Waffenübungen, Sport und Jagd standen im Vordergrund, dabei blieben sein „schriftlicher Ausdruck…ungelenk, seine Handschrift …völlig unorthographisch“. Schon Mitte der achtziger Jahre des 17. Jahrhunderts begegnete er der Tochter des Dessauer Hofapothekers Föhse, Anna Luise, die seine Jugendliebe und spätere Gemahlin wurde. Das erste militärische Kommando wurde dem noch kindlichen Leopold 1688 vom Kaiser übertragen; als Oberst übernahm er das Infanterieregiment Diepenthal.
1693 starb sein Vater; die Vormundschaft für den noch minderjährigen Erbprinzen übernahmen Fürstin Henriette Catharina als Regentin des Fürstentums Anhalt-Dessau und ein adliger Vormundschaftsrat. Sofort veranlasste seine Mutter die für viele junge Adlige seiner Zeit übliche Kavalierstour, wohl nicht nur um Leopolds Ausbildung zu vervollkommnen, sondern auch um Abstand zu seiner bürgerlichen Geliebten Anna Luise zu schaffen. Die Reise organisierte und finanzierte der Hofbankier Moses Benjamin Wulff, ein Nachfahre des Moses Isserles. Im Inkognito als Graf von Waldersee reiste Leopold über ein Jahr durch Italien, besuchte Verona, Venedig, Ferrara, Rom (wo er August dem Starken begegnete), Neapel, bestieg den Vesuv, der ihn „mehr interessierte als der Papst“. In Livorno empfing ihn ein Salut englischer und holländischer Schiffe, die ihn als Verwandten ihrer Herrscherhäuser grüßten. Den Sommer 1694 verbrachte er als Gast des toskanischen Großherzogs Cosimo in Florenz. In Turin schließlich lernte er Prinz Eugen von Savoyen kennen, bevor er zu Beginn 1695 über Wien nach Dessau zurückkehrte. Auf Betreiben der Fürstin Henriette Catharina erklärte Kaiser Leopold I. ihn 1695 für mündig und regierungsfähig.

## Wirken als Fürst von Anhalt-Dessau

### Das Fürstentum am Ende des 17. Jahrhunderts

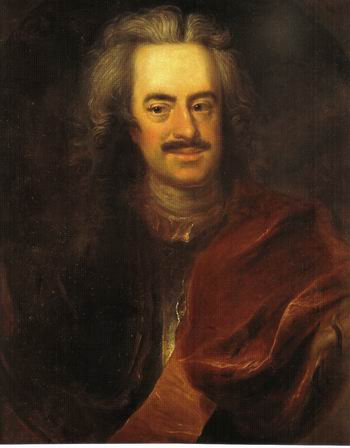
Leopold I. von Anhalt-Dessau (Antoine Pesne)

1648, am Ende des Dreißigjährigen Krieges litt das kleine Fürstentum Anhalt-Dessau – seine Fläche wird auf etwa 630 km² geschätzt – schwer unter den Folgen: Schlachten, Truppendurchzüge, Einquartierungen, Kontributionen, Seuchen und Missernten hatten Wirtschaft und Infrastruktur an den Rand des Zusammenbruchs gebracht. Erst mehrere Jahrzehnte später hatten sich Land und Bevölkerung dank der Bemühungen Johann Georgs II. erholt. Die 25.000 bis 30.000 Untertanen lebten zumeist im ländlichen Raum, als Städte galten nur Dessau mit seinen etwa 3.000 Einwohnern, Jeßnitz, Raguhn und das von Leopolds Mutter planmäßig gestaltete Oranienbaum. Die hoch verschuldeten Stände und die Magistrate der Städte waren ohne politischen Einfluss; der Landtag wurde letztmals 1698 einberufen. Dessen Recht der Steuerbewilligung – bis dahin gesamtanhaltische Angelegenheit der Landstände – unterliefen die Fürsten und führten ab 1700 die Akzise in den vier anhaltischen Teilstaaten ein.
In dieser Lage übernahm Leopold 1698 die selbständige Regierung seines Fürstentums. Drei Monate später heiratete er gegen den Widerstand seiner Mutter die Bürgerliche Anna Luise Föhse, die drei Jahre später (1701) vom Kaiser zur Reichsgräfin erhoben und für ihre Kinder mit Sukzessionsrechten belehnt wurde. Sie fungierte als Regentin, wenn ihr Mann auf Feldzügen war; in den folgenden Jahren hielt er sich nur zeitweise in Dessau auf.
Gut zwanzig Jahre später blickte er in einem Brief an die köthensche Fürstinwitwe Gisela Agnes zurück: „1701 … in welchen Jahr ich angefangen selbsten alles genauer zu überlegen und eine besser wirthschaft einzuführen, solchergestalt daß ich, mittelst … meiner eigenen industrie .. über zweymahl hundert tausend rthl. revenus habe.“ Eine Ursache dieser Überlegung waren sicher die von Johann Georg II. ererbten 300.000 Reichstaler Schulden, denen nur 24.000 Reichstaler Einkünfte aus dem Land sowie sein brandenburgisches Offizierssalär gegenüberstanden.
Leopold I. veranlasste in seiner fast fünfzigjährigen Regierungszeit viele Reformen in den Bereichen Landwirtschaft, Steuern, Infrastruktur und Ansiedlung von Manufakturen.

### Der Ankauf der Adelsgüter
1706, mit dem Ankauf des von Dennstedtschen Gutes in Freckleben, begann Leopold mit dem Erwerb fast aller anhaltischen Güter, die bis dahin im Besitz des Landadels waren. Der Chronist Franz Kindscher schreibt dazu: „… der Fürst meinte, es sei für das kleine Anhalt Dessau am besten, wenn er Alleinbesitzer aller in seinem Fürstenthum gelegenen Rittergüter und andern einträglichen Grundstücke sei…“. Als Nebeneffekt ging das Recht zur Steuerbewilligung für diese Güter auf Leopold als Landesherrn über. Dabei übte der Fürst auch mehr oder weniger starken Druck auf die Eigentümer aus. Er nutzte seine Macht als Landes- und Lehnsherr ebenso wie juristische Möglichkeiten, schreckte auch nicht vor dem Einsatz polizeilicher oder militärischer Gewalt zurück. Nicht immer nahmen die Landadligen und Bauern diese Willkür widerspruchslos hin. So klagten die Gröbziger nach dem Erwerb der Herrschaft Gröbzig und des Gutes Werdershausen in Zusammenhang mit der morganatischen Heirat des hoch verschuldeten Bernburger Fürsten Karl Friedrich vor dem Reichskammergericht in Wien; zu einer Verhandlung kam es nie. Die Kläger gaben, zermürbt von landesherrlicher Verzögerungstaktik, auf und verkauften an Leopold.
Als Ergebnis dieser Politik existierte am Ende seiner Regierungszeit das historische Kuriosum eines Fürstentums ohne Adel, so sein Biograph Karl August Varnhagen von Ense. Den Ankauf der Adelsgüter vollendete sein Sohn, Leopold II. Maximilian, 1752 mit dem Erwerb der von Rindtorfschen Güter in Großalsleben.

### Die Neuordnung des Abgabensystems

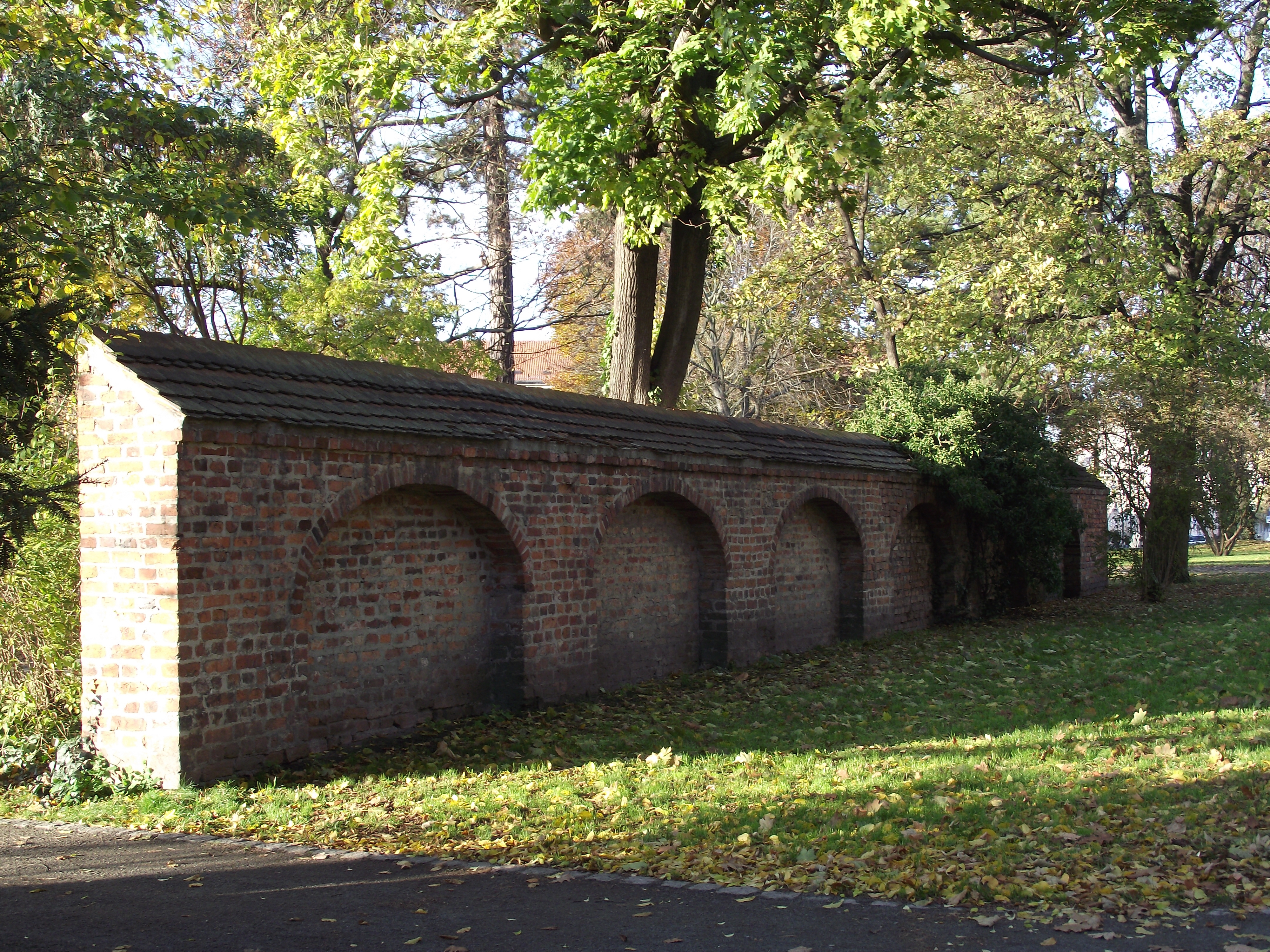
Rest der Akzisemauer von 1714 im Dessauer Stadtpark

Zur Erhöhung und Absicherung seiner Einnahmen beschloss Leopold eine umfassende Neuordnung des Abgabensystems. Dazu gehörten im Wesentlichen das Landvermessungswerk, die Umwandlung der Frondienste in Dienstgeld, der Ersatz aller bäuerlicher Einzelabgaben durch die Gabe und die Einführung der Akzise.
Ab 1702 begann Leopold mit der Generalvermessung aller fürstlichen, adligen sowie bäuerlichen Äcker und Wiesen seines Fürstentums. Dieses Landvermessungswerk fand 1718 mit dem Amt Gröbzig seinen Abschluss. Ziele waren die Inventur allen Landbesitzes als Basis für den Ausbau der fürstlichen Vorwerke, die Vereinheitlichung der Bauerngüter durch gleiche Größen und damit gleiche Abgabenlast (einem Vollspänner standen demnach zwei Hufen, einem Halbspänner eine Hufe zu), die Feststellung des Überackers als Differenz zwischen dem (nachweisbaren) Eigentum und dem verfügbaren Besitz der Bauern, sowie die Aufteilung der Allmende in Verbindung mit der Zusammenlegung größerer Flächen durch Separation.
Fürstliche Beamte vermaßen die gesamte Dorfflur einschließlich der Allmende. Teilweise wurde die Größe der Hufe je nach Gemarkung von Fall zu Fall geändert. Die Besitzer machten ihre Ansprüche durch Vorlage der Erbzinsbriefe oder Kaufverträge geltend. Häufig nutzten sie mehr Land als verbrieft, um sich und ihre Familien ernähren zu können. Diese Differenz, den Überacker, mussten die Bauern zu höherem Zins zurückpachten, was wegen der ohnehin schlechten finanziellen Situation nur selten geschah. Meist wurde der Überacker eingezogen, zu größeren Breiten im Zentrum der Dorfflur zusammengelegt und den fürstlichen Vorwerken zugeordnet. Abschließend wurden die restlichen Grundstücke den Besitzern durch Los zugeeignet.
Bis 1718 konnte Leopold seinen fürstlichen Besitz um etwa 600 Hektar vergrößern; nur noch 47 % der landwirtschaftlichen Flächen Anhalt-Dessaus wurden von Bauern und Kossaten bewirtschaftet, gegenüber 65 % vor dem Beginn der Generalvermessung.
Die Akzise in der Stadt Dessau führte er vermutlich 1704 oder 1708 ein, um die fürstlichen Einnahmen auch in den Städten zu steigern. Damit folgte er einem Plan, den bereits sein Vater entwickelt hatte. Fällig wurde sie beim Passieren der Stadttore, die allerdings nur durch Schlagbäume gesichert und damit leicht zu umgehen waren. Diesem Schmuggel begegnete Leopold durch Soldatenstreifen, später durch den 'Plankenzaun'. Schließlich – die Stadt war mittlerweile beträchtlich angewachsen – wurde die alte Stadtmauer abgerissen und 1712–1714 die Akzisemauer errichtet. Nun auch die neuen Stadtteile umschließend, war sie ein Ring, begrenzt vom Muldeufer und nur unterbrochen von festen Torhäusern, die die konsequente Kassierung der Akzise garantierten. 1715 wurden 9.733 Taler aus der Akzise eingenommen.

## Wirken als preußischer Feldherr

### Militärische Laufbahn

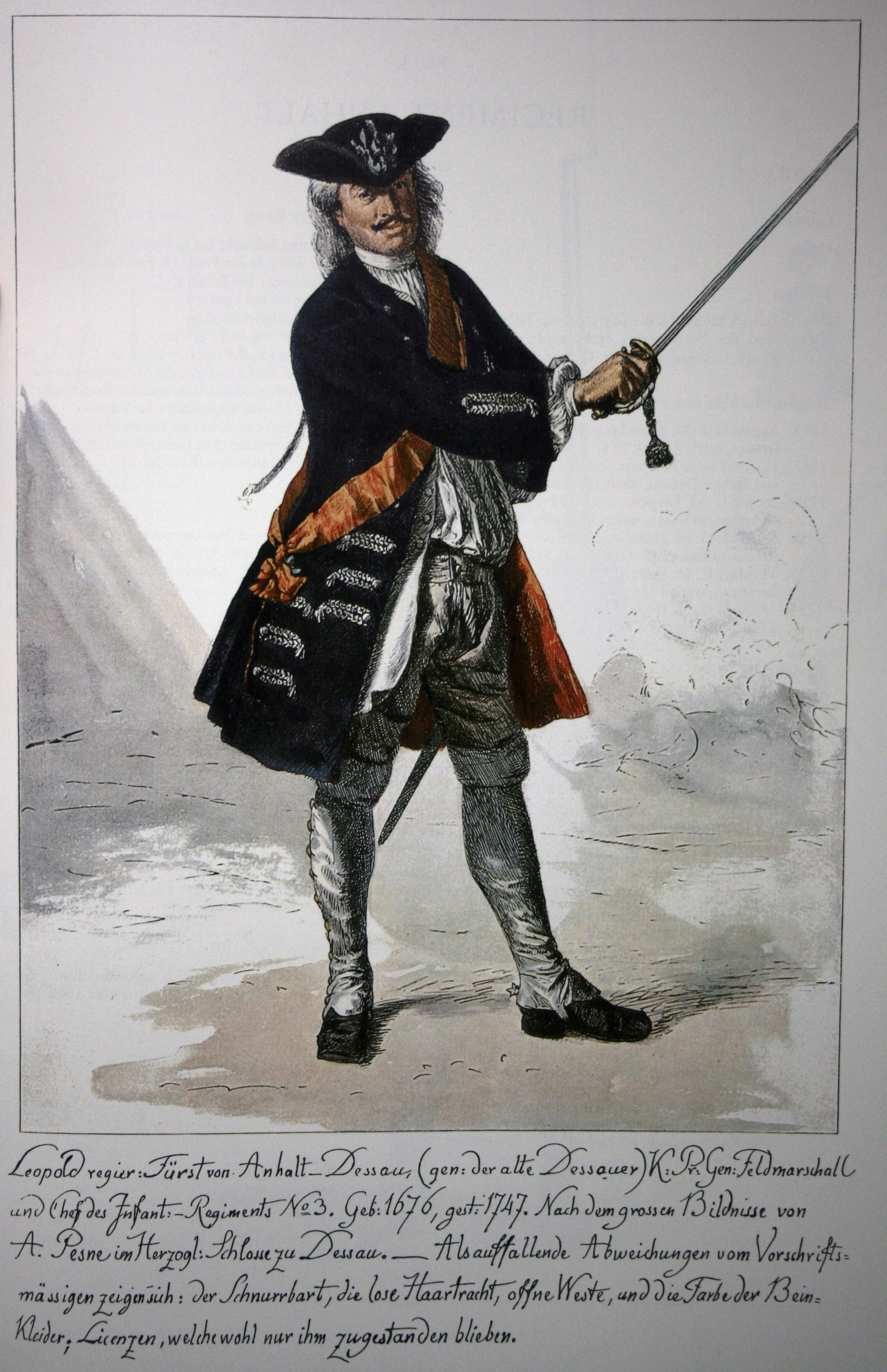
Leopold I., Zeichnung von Adolph Menzel, 1857

Berühmt wurde Leopold aber vor allem durch seine militärischen Leistungen. Bereits 1693, im Alter von 17 Jahren, wurde er Oberst des brandenburgischen Regiments Anhalt zu Fuß, das vor ihm sein Vater innehatte und das er in der Folge zu einem Reformregiment ausbaute. Als dessen Befehlshaber nahm er an diversen preußischen Militäroperationen teil.
Im März 1696 zum Generalmajor ernannt, nahm er unter dem Oberbefehl Friedrich von Heydens als nachgeordneter Befehlshaber der preußischen Truppen am Spanischen Erbfolgekrieg (1701–1714) teil und zeichnete sich bei den Belagerungen von Kaiserswerth, Venlo und Bonn (1703) aus.
Nach der Beförderung zum Generalleutnant 1703 befehligte Leopold in der Ersten Schlacht bei Höchstädt ein 6000 Mann starkes preußisches Korps, mit dem er den Rückzug der geschlagenen Allianzarmee deckte. Im Juni 1704 erfolgte die Beförderung zum General der Infanterie, zuvor war sein Kommando im Winterquartier auf 12.000 Köpfe angewachsen. Mit seinem Korps nahm Leopold unter Prinz Eugen von Savoyen an der Zweiten, diesmal siegreichen Schlacht bei Höchstädt teil. Danach kämpfte er in Oberitalien in der Schlacht bei Cassano (1705) und der Schlacht bei Turin (1706).
Nach seiner Rückkehr auf den westlichen Kriegsschauplatz nahm er 1709 in Flandern mit Prinz Eugen und dem Herzog von Marlborough an der Belagerung Tournais und der Schlacht bei Malplaquet teil. Im Jahr darauf erhielt er den Oberbefehl über die preußischen Hilfstruppen in den Niederlanden. Nachdem er Anfang November 1712 die von den Niederländern besetzte Festung von Moers im Handstreich genommen hatte, ohne dass ein Schuss gefallen war, erfolgte am 2. Dezember 1712 die Ernennung zum preußischen Generalfeldmarschall. Einziger weiterer Inhaber der preußischen Feldmarschallswürde zu diesem Zeitpunkt und aufgrund des früheren Ernennungsjahrs 1706 formell ranghöher, war der Erste Minister Alexander Hermann von Wartensleben. Faktisch war Leopold I. von Anhalt-Dessau jetzt der ranghöchste Militär Preußens und blieb dies bis zu seinem Tod 1747. Die weiteren zu Lebzeiten des Fürsten beförderten preußischen Feldmarschälle rangierten wegen des späteren Ernennungsdatums hinter ihm.
Leopold I. von Anhalt-Dessau wurde nach der Thronbesteigung König Friedrich Wilhelm I. einer seiner engsten Vertrauten und – obwohl Nichtraucher – Mitglied des Tabakskollegiums. Im Großen Nordischen Krieg gegen Schweden eroberte er im November 1715 Rügen und im Dezember 1715 Stralsund.
Im Krieg um die polnische Thronfolge (1733 bis 1735) wurde er zum Reichsgeneralfeldmarschall des Heiligen Römischen Reiches ernannt und kämpfte wiederum unter Prinz Eugen von Savoyen am Rhein gegen Frankreich.
Als Kronprinz Friedrich im Jahr 1730 vor der harten, autoritären Erziehung seines Vaters geflohen und als Deserteur gefangen genommen worden war, überzeugte Leopold den König, Friedrich zu vergeben und ihn wieder in die preußische Armee aufzunehmen.
König Friedrich II. begann sofort nach seiner Thronbesteigung 1740 den Ersten Schlesischen Krieg, in dem er Leopold zunächst als Befehlshaber eines Beobachtungskorps bei Brandenburg an der Havel, dann als Oberkommandierenden in Oberschlesien einsetzte. Im Mai 1742 nahm Leopold mit seinen Truppen an der siegreichen Schlacht bei Chotusitz teil. Zu einem dauernden, nur zeitweise unterbrochenen Zerwürfnis mit Friedrich kam es 1743, als dieser dem Prinzen Eugen von Anhalt-Dessau, einem Sohn Leopolds, den Abschied gab.
Im Zweiten Schlesischen Krieg führte Leopold im Herbst 1745 selbständig eine der zwei preußischen Hauptarmeen, mit der ihm am 15. Dezember 1745 in der Schlacht bei Kesselsdorf der entscheidende Sieg über die kursächsisch-österreichische Armee gelang. Am 17. Dezember zog Leopold in Dresden ein. Sachsen und Österreich nahmen erleichtert das zeitgleich gemachte Friedensverhandlungsangebot Friedrichs an, und am 25. Dezember 1745 beendete der Friede von Dresden den Krieg. Danach kam es durch den Sieg Leopolds zu einer nur vorübergehenden Aussöhnung mit Friedrich. Leopold zog sich nach Dessau zurück, wo er 1747 starb und begraben wurde.

### Heeresreformer

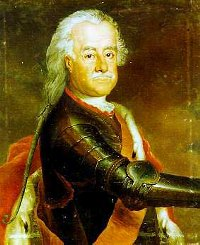
„Der Alte Dessauer“ (Georg Lisiewski)

Zwischen 1713 und 1740 widmete sich Fürst Leopold I. von Anhalt-Dessau verstärkt der Ausbildung der preußischen Infanterie. Bereits in früheren Jahren waren in Leopolds eigenem Regiment erprobte Innovationen von der gesamten Armee übernommen wurden. Dazu zählen der um 1700 zuerst im Regiment Anhalt eingeführte militärische Gleichschritt (der die rasche und gleichzeitige Ausführung von Formationsbewegungen gewährleistete) und der eiserne Ladestock. Letzterer ersetzte ab 1698 im Regiment Anhalt, seit 1718 dann in der gesamten preußischen Armee das bisherige Holzmodell, das im Chaos eines Gefechts nicht selten im Gewehrlauf abbrach und den Schützen wehrlos machte.
Sein Wirken als „Exerziermeister der preußischen Infanterie“ war vor allem auf die Perfektionierung des Drills ausgelegt. In Preußen mussten nun auch längergediente Soldaten täglich exerzieren, anders z. B. in Österreich, wo dies nur die neuen Rekruten betraf. Das unablässige Exerzieren hatte die Temposteigerung aller Handgriffe und Formationsabläufe zum Ziel, insbesondere die Beschleunigung der Gefechtsmanöver in Formation und die Erhöhung der Schusskadenz. In der Konsequenz war die preußische Infanterie im Jahr 1740 in der Lage, je Glied drei Salven in der Minute abzugeben, während die Rate in anderen Armeen noch bei zwei Schuss pro Minute lag. Da die preußische Infanterie im Gefecht drei Glieder tief stand, verschoss sie insgesamt neun Salven pro Minute. Die meisten anderen Heere standen immer noch vier Glieder tief und gaben trotzdem nur acht Salven pro Minute ab.
Die einseitige Konzentration auf die Ausbildung der Infanterie bedingte allerdings eine Vernachlässigung der Kavallerie. Diese galt bei Ausbruch der Schlesischen Kriege als ihren Gegnern weit unterlegen.

### Wirken in Magdeburg
Im Jahr 1702 wurde Leopold von Anhalt-Dessau zum Gouverneur der Festung Magdeburg ernannt. In dieser Funktion trieb er den Ausbau der Stadt zu einer der stärksten Festungen Preußens voran. Neben dem Ausbau bestehender Befestigungsanlagen, wie der Bastion Cleve, prägte er auch das Stadtbild nachhaltig. Auf seine Initiative hin wurde 1722 der mittelalterlich geprägte Domplatz gepflastert und in einen Exerzierplatz umgewandelt. Darüber hinaus ließ Leopold ab 1722 die Fläche zwischen innerer und äußerer Stadtmauer auffüllen, wodurch mit dem sogenannten Fürstenwall eine der ersten bürgerlichen Flanierpromenaden Deutschlands entstand. Auch der Breite Weg, eine zentrale Verkehrs- und Repräsentationsachse Magdeburgs, wurde unter seiner Aufsicht zur barocken Prachtstraße ausgebaut. Die Fassaden sollten sich farblich an denen des niederländischen Königshauses orientieren, und Vorbauten wurden aus militärstrategischen Gründen untersagt.

### Auszeichnungen
Für seine militärtechnischen und strategischen Erfolge als preußischer Oberst des Regiments „Anhalt zu Fuß“ und General-Lieutenant wurde er im Januar 1703 von König Friedrich I. als 23. Ritter in den Schwarzen Adlerorden aufgenommen. 1712 avancierte er zum preußischen Generalfeldmarschall, ab 1734 gleichzeitig zum Zweiten und seit 1745 zum Ersten Reichs-Generalfeldmarschall des Heiligen Römischen Reiches.

## Gedenken

### Standbilder

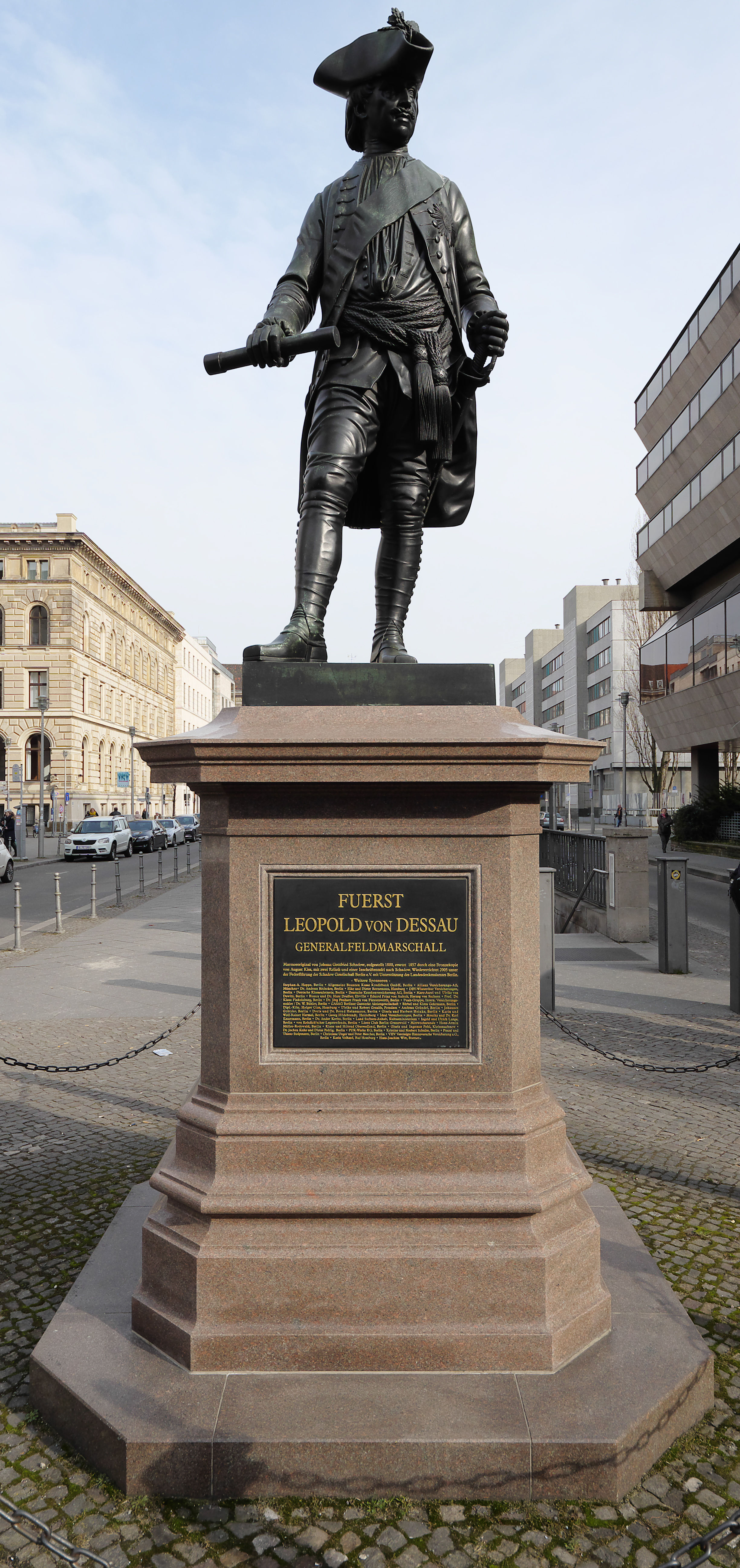
Denkmal Leopolds I. auf dem Zietenplatz (ursprünglich auf dem Wilhelmplatz), Berlin-Mitte

- Den Generälen seines Vorfahren Friedrich II. stiftete Friedrich Wilhelm III. erste Denkmale, die 1860 auf dem Berliner Wilhelmplatz errichtet wurden. Das Marmorstandbild des Fürsten Leopold I. wurde von dem Bildhauer Johann Gottfried Schadow aus Carrara-Marmor geschaffen. Witterungsschäden machten jedoch schon nach wenigen Jahrzehnten einen Austausch der Marmorstandbilder durch Bronzegüsse notwendig. Die Marmorstandbilder wurden zunächst magaziniert und nach der Fertigstellung des Kaiser-Friedrich-Museums im Jahre 1904 in den Nischen im Hinteren Treppenhaus, zusammen mit einem Standbild ihres Königs, aufgestellt.[16]
- Der Bildhauer August Kiß schuf das Modell zu dem Bronzestandbild des Alten Dessauers nach dem Schadowschen Standbild, der Guss erfolgte im Königlichen Gewerbe-Institut. Das Bronzestandbild wurde 1859 an der Stelle des Marmordenkmals errichtet. Es überstand an dieser Stelle beide Weltkriege; die Machthaber des DDR-Regimes ließen die Denkmäler jedoch aus ideologischen Gründen abbauen und einlagern. Zur Zeit der Wende standen sie kurzzeitig auf dem Areal des Lustgartens. Auf Initiative der Schadow-Gesellschaft Berlin und durch Sponsorengelder ermöglicht, steht der bronzene Leopold seit 2005 aufgefrischt fast wieder an der originalen Stelle am Wilhelmplatz (U-Bahn-Eingang Wilhelmstraße/Mohrenstraße).[17]
- Am 18. Oktober 1860 wurde auf dem Großen Markt in Dessau vor der Adler-Apotheke ein weiteres Standbild des Alten Dessauers feierlich enthüllt. Stifter war der Herzog von Anhalt; bei dem Standbild handelt es sich um einen Zweitguss des Berliner Bronzedenkmals vom August Kiß nach dem Original von Johann Gottfried Schadow. Auch dieses Denkmal wurde nach dem Zweiten Weltkrieg zunächst entfernt. Inzwischen wurde es wieder aufgestellt und kann heute vor der Marienkirche auf dem Dessauer Schlossplatz besichtigt werden.
- Als Kaiser Wilhelm II. anlässlich seines Geburtstages im Jahr 1895 die Stiftung der „Siegesallee“ bekanntgegeben hatte, wurde der Bildhauer Rudolf Siemering beauftragt, als 27. Denkmalgruppe das Standbild für König Friedrich Wilhelm I. zu schaffen. Als Assistenzbüsten wurden ihm Heinrich Rüdiger von Ilgen zur linken und der Alte Dessauer zur rechten Seite beigegeben. Die Denkmalgruppe wurde am 22. Dezember 1900 in Gegenwart des Kaisers feierlich enthüllt. Die leicht lädierte Büste des Alten Dessauers ist im Lapidarium in der Zitadelle Spandau erhalten.
- Der bei der Bombardierung von Dessau, am 7. März 1945, und durch nachfolgende Plünderungen zerstörte Prunksarg des „Alten Dessauers“ in der Fürsten- und Leopoldsgruft der Marienkirche wurde von zwölf Zinnfiguren umringt, welche preußische Grenadiere in ihrer alten Uniform mit ihren Gardemützen darstellten.

### Widmungen

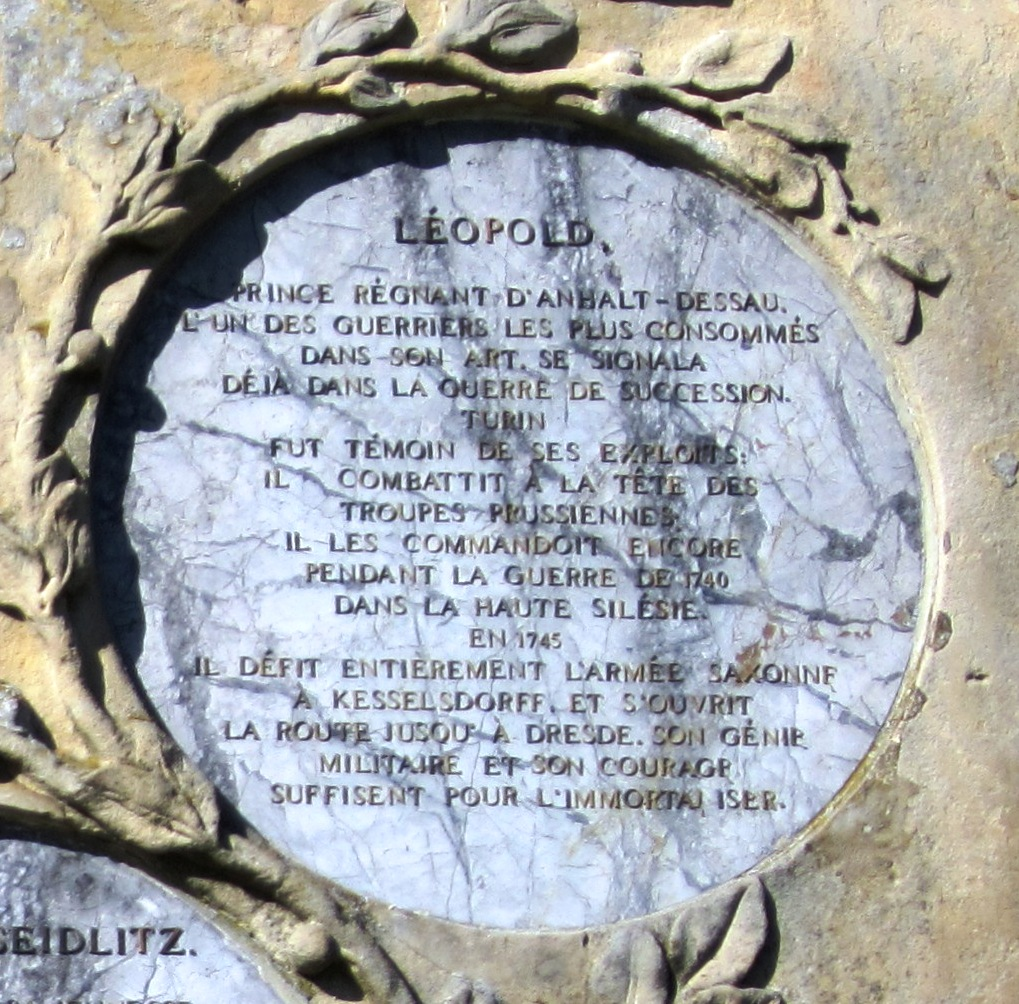
Gedenktafel für Leopold I. am Rheinsberger Obelisken

- Nach Leopold I. ist auch ein langsamer Infanteriemarsch, Dessauer Marsch, benannt.
- Theodor Fontane widmete ihm das Gedicht Der alte Dessauer.
- Einige Straßen wurden nach ihm benannt, u. a. in Berlin, Dortmund-Hörde, Detmold oder Schlangen. In den Dresdner Stadtteilen Wölfnitz und Gorbitz erinnern die Dessaustraße und der ehemalige Gasthof „Zum Alten Dessauer“ an seinen Aufenthalt in diesen Orten während und nach der Schlacht bei Kesselsdorf. In Dessau selbst ist seit 1945 keine Straße nach ihm benannt. Der Leopoldplatz in Berlin-Wedding trägt seinen Namen; in der Umgebung Straßenbenennungen nach Ereignissen seiner Zeit und des Kronprinzen; so eine Malplaquet- und Hochstädter Straße.[18]
- Ein literarisches Denkmal setzte ihm Karl May mit insgesamt neun Humoresken, die 1875 bis 1883 erschienen und teilweise mehrfache Nachdrucke (teils unter anderen Titeln) erfuhren.[19] Wiederkehrende Motive dieser Erzählungen sind das Werberwesen und das Inkognito: So tritt Leopold I. u. a. als Bäcker, Drehorgelspieler, Ameisenhändler etc. auf. Noch im Jahre 1898 plante May ein Theaterstück über den Fürsten; es wurde nicht mehr verwirklicht.[20] Weitere Informationen unter: Der Alte Dessauer (Karl May).
- Das von 1813 bis 1918 bestehende Infanterieregiment Nr. 26 (1. Magdeburgisches) trug den Namen „Fürst Leopold von Anhalt-Dessau“.[21]
- Prinz Heinrich von Preußen widmete ihm eine Gedenktafel auf der Vorderseite seines Rheinsberger Obelisken.

### Legenden

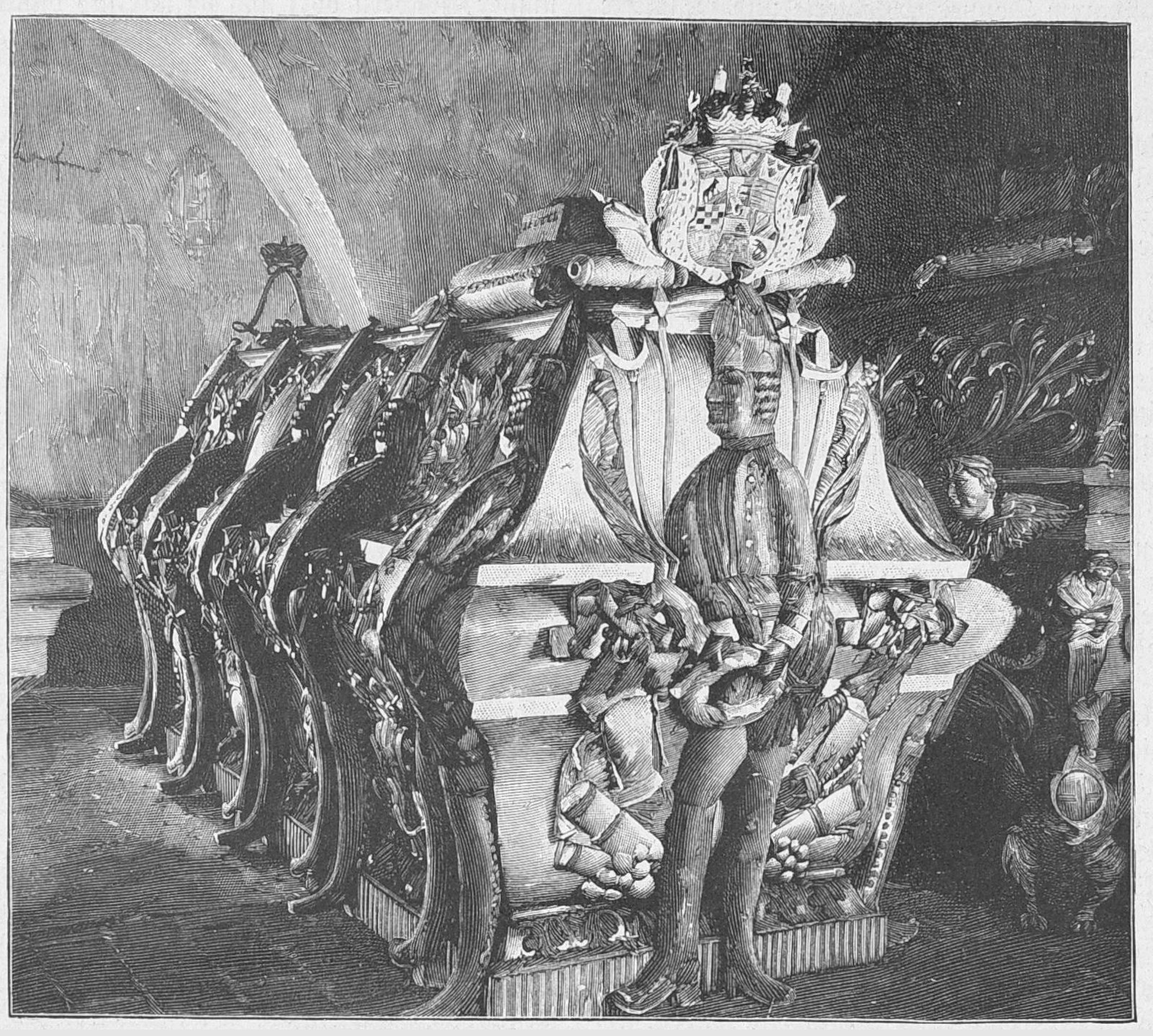
Prunksarg Leopolds I. (1945 zerstört) in der Marienkirche, Dessau

Der Legende nach soll der alte Dessauer die in seiner Heimat verbreitete Gose in Leipzig eingeführt haben. Die Bierspezialität wurde eines der beliebtesten Getränke in der Messestadt.
Vor der Schlacht von Kesselsdorf soll der alte Dessauer geschworen haben, Sachsen mit einem Gestank auszufüllen, der noch jahrelang zu riechen sein sollte. Danach schloss er mit dem berühmten Gebet, in dem er Gott um Neutralität ersuchte: „Lieber Gott, stehe mir heute gnädig bei! Oder willst Du nicht, so hilf wenigstens die Schurken, die Feinde nicht, sondern siehe zu, wie es kommt!“
Eines Abends soll der Fürst die Dessauer Spittelstraße hinaufgeritten sein. Als er dabei an den Topfwarenhändlerinnen vorbeiritt, fragte er, wie denn das Geschäft gewesen sei. Die Frauen klagten und lamentierten. Daraufhin ritt der Fürst mitten in die Topfwaren hinein, so dass bald nur noch Scherben zu sehen waren. Die Marktfrauen schrien und heulten, doch je mehr sie das taten, umso ungestümer verhielt sich ihr Landesherr. Am Ende war kein einziges Stück mehr ganz. Als der Fürst alles zerritten hatte, forderte er die Marktweiber auf, gleich mit aufs Schloss zu kommen und er bezahlte ihnen den angerichteten Schaden nach Heller und Pfennig, so dass die Weiber doch noch einen guten Markt gemacht haben. Diese Anekdote soll in das Märchen vom König Drosselbart eingeflossen sein; jedenfalls ist überliefert, dass die Brüder Grimm von der Wandersage Kenntnis hatten.

## Familie und Nachkommen

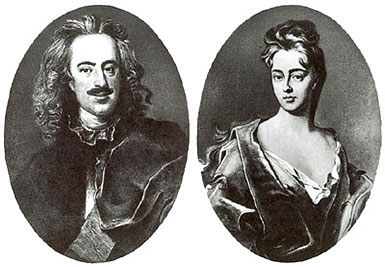
Leopold und seine Gemahlin Anna Luise

1. legitim mit Anna Luise Föhse (1677–1745):
  1. Wilhelm Gustav (1699–1737), Ahnherr der Grafen von Anhalt, preußischer Generalleutnant.
  2. Leopold Maximilian (1700–1751), preußischer Generalfeldmarschall, folgte 1747 seinem Vater als Leopold II.
  3. Dietrich (1702–1769), preußischer Generalfeldmarschall
  4. Friedrich Heinrich Eugen (1705–1781), preußischer Generalmajor, sächsischer Feldmarschall
  5. Henriette Marie Luise (1707–1707), sie lebte nur fünf Tage
  6. Luise (1709–1732) – verheiratet mit Fürst Victor Friedrich von Anhalt-Bernburg (1700–1765)
  7. Moritz (1712–1760), preußischer Generalfeldmarschall
  8. Anna Wilhelmine (1715–1780), blieb unverheiratet und kinderlos, erbaute Schloss und Park Mosigkau
  9. Leopoldine Marie (1716–1782) – verheiratet mit Markgraf Friedrich Heinrich von Brandenburg-Schwedt (1709–1788)
  10. Henriette Amalie (1720–1793), lebte fast 40 Jahre in Bockenheim bei Frankfurt, baute in Bockenheim und Kreuznach kleine Schlösser, starb in Dessau
2. illegitim mit Sophie Eleonore Söldner (1710–1779), welche später den Amtsmann Johann August Rode heiratete, aus dessen Ehe u. a. August von Rode hervorging.
  1. Georg Heinrich von Berenhorst (1733–1814). Über Berenhorst ist Fürst Leopold ein direkter Vorfahr des berühmten Jagdfliegers Manfred von Richthofen (1892–1918).
  2. Karl Franz von Berenhorst (1735–1804)

### Neuere Literatur
- Barbara Czerannowski: Leopold I. von Anhalt-Dessau als Landesfürst (1698–1747). In: Hans Wilderotter (Hrsg.): „Schauplatz vernünftiger Menschen“. Kultur und Geschichte in Anhalt-Dessau. L-und-H-Verlag, Berlin 2006, ISBN 3-938608-00-5, S. 107–124.
- Helmut Erfurth: Leopold I. von Anhalt-Dessau. Der Alte Dessauer als Landesvater. Festschrift zum 1. Leopoldsfest in Dessau 2004. Verein zur Förderung der Stadtkultur Dessau e. V. (Hrsg.), Anhalt Edition Dessau 2004, ISBN 3-936383-09-X.
- Ulla Jablonowski: Fürst Leopold von Anhalt-Dessau (1676–1747). In: Zwischen Wörlitz und Mosigkau. Heft 31: Historische Dessauer Persönlichkeiten. Rat der Stadt Dessau (Hrsg.), Dessau 1988.
- Marcus Junkelmann: Leopold I.. In: Neue Deutsche Biographie (NDB). Band 14, Duncker & Humblot, Berlin 1985, ISBN 3-428-00195-8, S. 266–268 (Digitalisat).
- Fürst Leopold I. von Anhalt-Dessau (1676–1747). Der Alte Dessauer. Ausstellung zum 250. Todestag. (Museum für Naturkunde und Vorgeschichte Dessau, 25. April bis 27. Juli 1997; Museum für Stadtgeschichte Dessau, 25. April bis 25. September 1997; Museum Schloß Mosigkau Dessau, 25. April bis 22. Juni 1997). Museum für Naturkunde und Vorgeschichte Dessau in Zusammenarbeit mit dem Landesarchiv Oranienbaum und dem Stadtarchiv Dessau (Hrsg.), ISBN 3-930134-12-8, Dessau 1997.
- Christopher Schulze: Ich will Dich im preußischen Dienst pausieren lehren!: Anekdoten vom Alten Dessauer. Göppingen-Hohenstaufen 2015, ISBN 978-3-95544-034-3.

### Ältere Literatur
- Das rühmliche Leben und die unvergleichlichen Helden-Thaten des Fürsten Leopolds zu Anhalt. Braunschweig / Leipzig 1747. (Digitalisat)
- F. v. D.: Ein Soldatenfürst des vorigen Jahrhunderts. In: Die Gartenlaube. Heft 40 und 42, 1866 (Volltext [Wikisource] – illustriert von Theobald von Oer).
- Theodor Fontane: Der alte Dessauer. In: Gedichte. Ausgabe 1905, S. 257–258 (Wikisource)
- Friedrich von Oppeln-Bronikowski: Der Alte Dessauer. Fürst Leopold von Anhalt-Dessau. Eine Studie seines Lebens und Wirkens. Akademische Verlagsgesellschaft, Potsdam 1936.
- Kurt von Priesdorff: Soldatisches Führertum. Band 1, Hanseatische Verlagsanstalt Hamburg, o. O. [Hamburg], o. J. [1937], DNB 367632764, S. 61–64, Nr. 102.
- Michael Ranft: Des weltberühmten Fürstens Leopoldi von Anhalt-Dessau Leben und Thaten. Frankfurt / Leipzig 1742 (archive.org)
- Ferdinand Siebigk: Leopold I., (Fürst von Anhalt-Dessau). In: Allgemeine Deutsche Biographie (ADB). Band 18, Duncker & Humblot, Leipzig 1883, S. 336–352.
- Briefwechsel mit Friedrich II. Œuvres de Frédéric le Grand. Digitale Ausgabe der Universitätsbibliothek Trier
- Karl August Varnhagen von Ense: Biographie bei Brockhaus, Leipzig 1872

## Film
- Des jungen Dessauers große Liebe (1933), Regie: Arthur Robison, mit Willy Fritsch und Trude Marlen in den Hauptrollen